# 4 août aux Jeux olympiques d'été de 2012

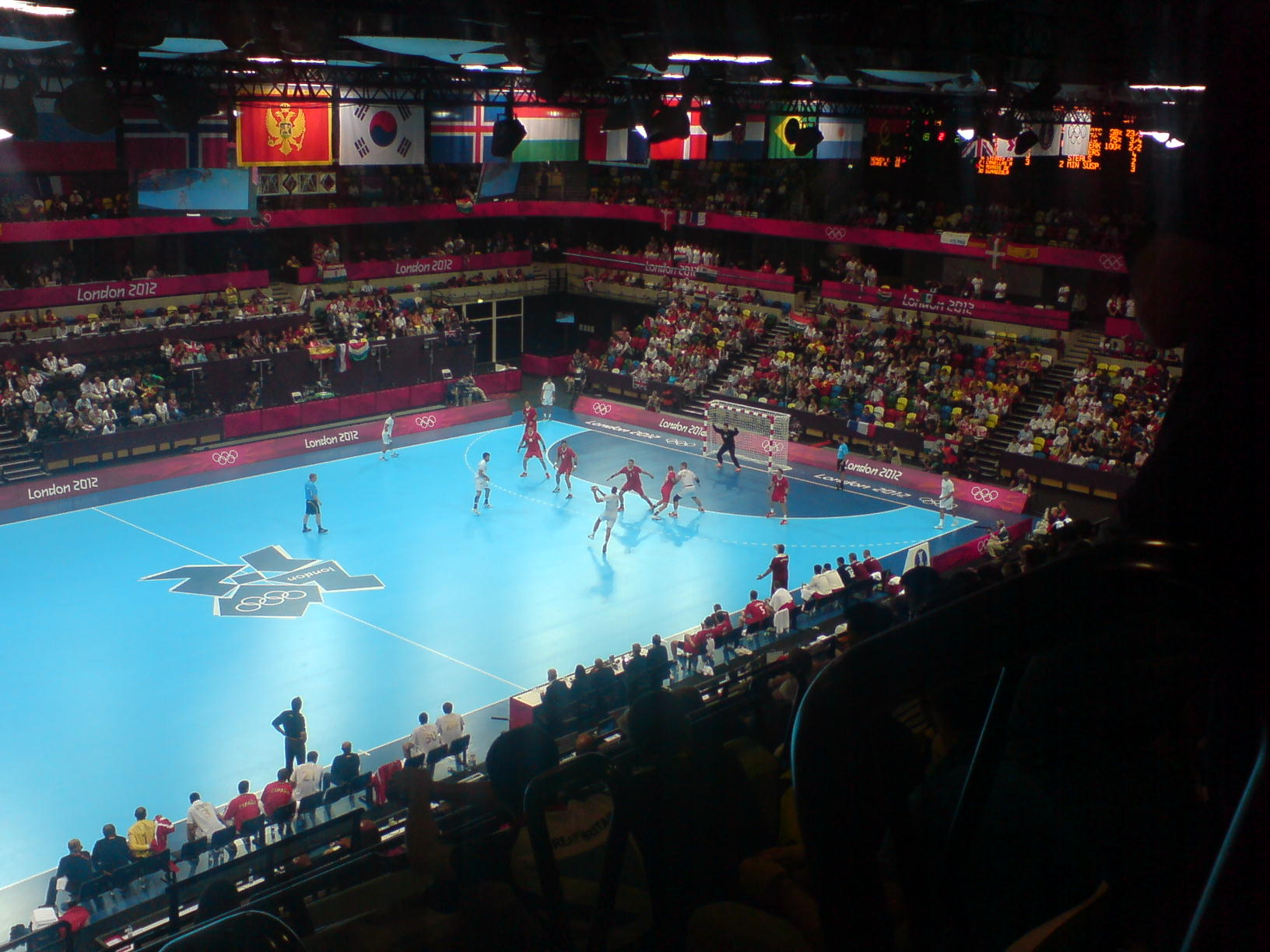
handball

Le samedi 4 août aux Jeux olympiques d'été de 2012 est le onzième jour de compétition.

## Programme
| Heure UTC+1 (Londres)                         |               |
| bleu                                          | Cérémonie     |
| neutre                                        | Épreuve       |
| or                                            | Finale        |
| orange                                        | Petite finale |
| rose                                          | Reporté       |
| gris                                          | Annulé        |
| Compétition masculine                         | Hommes        |
| Compétition féminine                          | Femmes        |
| Compétition mixte (hommes et femmes mélangés) | Mixte         |
| Compétition en couple (1 homme et 1 femme)    | Couple        |
| modifier                                      |               |

| Horaire   | Discipline Spécialité | Discipline Spécialité                    | Discipline Spécialité                         | Phase                               | Résultats                                                                             | Références |
| --------- | --------------------- | ---------------------------------------- | --------------------------------------------- | ----------------------------------- | ------------------------------------------------------------------------------------- | ---------- |
| 8 h 30    |                       | Hockey sur gazon Tournoi féminin         | Compétition femmes                            | Phase de poule Groupe B             | Australie 1 - 0 Afrique du Sud                                                        | [ 1 ]      |
| 9 h       |                       | Badminton Double                         | Compétition femmes                            | Petite finale                       | Russie 2 - 0 Canada                                                                   | [ 2 ]      |
| 9 h       |                       | Badminton Double                         | Compétition hommes                            | Demi-finales                        | -                                                                                     | -          |
| 9 h       |                       | Basket-ball Tournoi masculin             | Compétition hommes                            | Premier tour Groupe A               | Tunisie 69 - 73 France                                                                | [ 3 ]      |
| 9 h       |                       | Beach-volley Tournoi féminin             | Compétition femmes                            | 8e de finale                        | -                                                                                     | -          |
| 9 h       |                       | Tir Carabine à 50 m 3 positions          | Compétition femmes                            | Qualifications                      | -                                                                                     | -          |
| 9 h       |                       | Tir Trap                                 | Compétition femmes                            | Qualifications                      | -                                                                                     | -          |
| 9 h       |                       | Triathlon Épreuve féminine               | Compétition femmes                            | Finale                              | Nicola Spirig (SUI) · Lisa Nordén (SWE) · Erin Densham (AUS)                          | [ 4 ]      |
| 9 h 30    |                       | Aviron Skiff                             | Compétition femmes                            | Finale                              | Miroslava Knapkova (CZE) · Fie Udby Erichsen (DEN) · Kim Crow (AUS)                   | [ 5 ]      |
| 9 h 30    |                       | Handball Tournoi masculin                | Compétition hommes                            | Tour Préliminaire Groupe A          | Tunisie 34 - 17 Grande-Bretagne                                                       | [ 6 ]      |
| 9 h 30    |                       | Volley-ball Tournoi masculin             | Compétition hommes                            | Phase Préliminaire Groupe B         | Allemagne 3 - 0 Tunisie                                                               | [ 7 ]      |
| 9 h 40    |                       | Aviron Deux de couple poids légers       | Compétition hommes                            | Finale                              | Danemark · Grande-Bretagne · Nouvelle-Zélande                                         | [ 8 ]      |
| 10 h      |                       | Athlétisme 100 m                         | Compétition hommes                            | Préliminaire                        | -                                                                                     | -          |
| 10 h      |                       | Aviron Deux de couple poids légers       | Compétition femmes                            | Finales                             | Grande-Bretagne · Chine · Grèce                                                       | [ 9 ]      |
| 10 h      |                       | Beach-volley Tournoi féminin             | Compétition femmes                            | 8e de finale                        | -                                                                                     | -          |
| 10 h      |                       | Cyclisme sur piste Vitesse               | Compétition hommes                            | Qualification                       | -                                                                                     | -          |
| 10 h      |                       | Tennis de table Par équipes              | Compétition hommes                            | 1er tour                            | -                                                                                     | -          |
| 10 h      |                       | Water-polo Tournoi masculin              | Compétition hommes                            | Phase préliminaire Groupe B         | Monténégro 12 - 8 Roumanie                                                            | [ 10 ]     |
| 10 h 5    |                       | Athlétisme Heptathlon                    | Compétition femmes                            | Saut en longueur                    | -                                                                                     | -          |
| 10 h 20   |                       | Athlétisme Saut à la perche              | Compétition femmes                            | Qualification                       | -                                                                                     | -          |
| 10 h 30   |                       | Aviron Quatre sans barreur               | Compétition hommes                            | Finales                             | Grande-Bretagne · Australie · États-Unis                                              | [ 11 ]     |
| 10 h 30   |                       | Cyclisme sur piste Omnium                | Compétition hommes                            | Tour lancé (250 m)                  | -                                                                                     | -          |
| 10 h 30   |                       | Équitation Saut d'obstacles individuel   | Compétition mixte (hommes et femmes ensemble) | Épreuve qualificative               | -                                                                                     | -          |
| 10 h 30   |                       | Équitation Saut d'obstacles par équipes  | Compétition mixte (hommes et femmes ensemble) | Épreuve qualificative               | -                                                                                     | -          |
| 10 h 30   |                       | Escrime Épée par équipes                 | Compétition femmes                            | Quarts de finale                    | -                                                                                     | -          |
| 10 h 35   |                       | Athlétisme 400 m                         | Compétition hommes                            | 1er tour                            | -                                                                                     | -          |
| 10 h 45   |                       | Hockey sur gazon Tournoi féminin         | Compétition femmes                            | Phase de poule Groupe A             | Pays-Bas 3 - 2 Corée du Sud                                                           | [ 12 ]     |
| 11 h 15   |                       | Cyclisme sur piste Vitesse               | Compétition hommes                            | 16e de finale                       | -                                                                                     | -          |
| 11 h 15   |                       | Basket-ball Tournoi masculin             | Compétition hommes                            | Premier tour Groupe B               | Russie 77 - 74 Espagne                                                                | [ 13 ]     |
| 11 h 15   |                       | Handball Tournoi masculin                | Compétition hommes                            | Tour Préliminaire Groupe B          | Corée du Sud 22 - 28 Serbie                                                           | [ 14 ]     |
| 11 h 20   |                       | Water-polo Tournoi masculin              | Compétition hommes                            | Phase préliminaire Groupe A         | Croatie 11 - 6 Australie                                                              | [ 15 ]     |
| 11 h 30   |                       | Volley-ball Tournoi masculin             | Compétition hommes                            | Phase Préliminaire Groupe A         | Grande-Bretagne 0 - 3 Pologne                                                         | [ 16 ]     |
| 11 h 35   |                       | Athlétisme 3000 m steeple                | Compétition femmes                            | 1er tour                            | -                                                                                     | -          |
| 11 h 40   |                       | Athlétisme Heptathlon                    | Compétition femmes                            | Lancer du javelot                   | -                                                                                     | -          |
| 12 h      |                       | Escrime Épée par équipes                 | Compétition femmes                            | Demi-finales                        | -                                                                                     | -          |
| 12 h      |                       | Football Tournoi masculin                | Compétition hommes                            | Quart de finale                     | Japon 3 - 0 Égypte                                                                    | [ 17 ]     |
| 12 h      |                       | Tennis Simple dames                      | Compétition femmes                            | Petite finale                       | Victoria Azarenka (BLR) 2 - 0 Maria Kirilenko (RUS)                                   | [ 18 ]     |
| 12 h      |                       | Tennis Double                            | Compétition mixte (hommes et femmes ensemble) | Quarts de finale                    | -                                                                                     | -          |
| 12 h      |                       | Voile RS:X                               | Compétition femmes                            | Course 7                            | -                                                                                     | -          |
| 12 h      |                       | Voile Laser                              | Compétition hommes                            | Course 9                            | -                                                                                     | -          |
| 12 h 5    |                       | Voile Laser Radial                       | Compétition femmes                            | Course 9                            | -                                                                                     | -          |
| 12 h 30   |                       | Athlétisme 100 m                         | Compétition hommes                            | 1er tour                            | -                                                                                     | -          |
| 12 h 45   |                       | Tir Carabine à 50 m 3 positions          | Compétition femmes                            | Finale                              | Jamie Lynn Gray (USA) · Ivana Maksimović (SRB) · Adéla Sýkorová (CZE)                 | [ 19 ]     |
| 12 h 45 * |                       | Voile RS:X                               | Compétition femmes                            | Course 8                            | -                                                                                     | -          |
| 13 h      |                       | Beach-volley Tournoi masculin            | Compétition hommes                            | 8e de finale                        | -                                                                                     | -          |
| 13 h 15 * |                       | Voile Laser                              | Compétition hommes                            | Course 10                           | -                                                                                     | -          |
| 13 h 20 * |                       | Voile Laser Radial                       | Compétition femmes                            | Course 10                           | -                                                                                     | -          |
| 13 h 30   |                       | Badminton Simple                         | Compétition femmes                            | Petite finale                       | Saina Nehwal (IND) 0 - 1 (Abd) Wang Xin (CHN)                                         | [ 20 ]     |
| 13 h 30 * |                       | Boxe Poids mi-mouches (-49 kg)           | Compétition hommes                            | 8e de finale                        | -                                                                                     | -          |
| 13 h 45   |                       | Hockey sur gazon Tournoi féminin         | Compétition femmes                            | Phase de poule Groupe A             | Japon 1 - 1 Belgique                                                                  | [ 21 ]     |
| 14 h      |                       | Beach-volley Tournoi masculin            | Compétition hommes                            | 8e de finale                        | -                                                                                     | -          |
| 14 h      |                       | Tennis Simple dames                      | Compétition femmes                            | Finale                              | Serena Williams (USA) 2 - 0 Maria Sharapova (RUS)                                     | [ 22 ]     |
| 14 h      |                       | Tennis Double                            | Compétition hommes                            | Petite finale                       | France 2 - 0 Espagne                                                                  | [ 23 ]     |
| 14 h      |                       | Trampoline Individuel                    | Compétition femmes                            | Qualification                       | -                                                                                     | -          |
| 14 h      |                       | Voile Elliott 6m                         | Compétition femmes                            | Qualification                       | -                                                                                     | -          |
| 14 h      |                       | Voile 470                                | Compétition hommes                            | Course 5                            | -                                                                                     | -          |
| 14 h      |                       | Voile RS:X                               | Compétition hommes                            | Course 7                            | -                                                                                     | -          |
| 14 h 5    |                       | Voile 470                                | Compétition femmes                            | Course 3                            | -                                                                                     | -          |
| 14 h 10   |                       | Water-polo Tournoi masculin              | Compétition hommes                            | Phase préliminaire Groupe A         | Grèce 9 - 11 Espagne                                                                  | [ 24 ]     |
| 14 h 15   |                       | Badminton Simple                         | Compétition femmes                            | Finale                              | Wang Yihan (CHN) 1 - 2 Li Xuerui (CHN)                                                | [ 25 ]     |
| 14 h 30   |                       | Basket-ball Tournoi masculin             | Compétition hommes                            | Premier tour Groupe A               | Lituanie 94 - 99 États-Unis                                                           | [ 26 ]     |
| 14 h 30 * |                       | Boxe Poids super-légers (-64 kg)         | Compétition hommes                            | 8e de finale                        | -                                                                                     | -          |
| 14 h 30   |                       | Football Tournoi masculin                | Compétition hommes                            | Quart de finale                     | Mexique (AP) 4 - 2 Sénégal                                                            | [ 27 ]     |
| 14 h 30   |                       | Handball Tournoi masculin                | Compétition hommes                            | Tour Préliminaire Groupe A          | Suède 29 - 13 Argentine                                                               | [ 28 ]     |
| 14 h 30   |                       | Plongeon Tremplin à 3 mètres             | Compétition femmes                            | Demi-finale                         | -                                                                                     | -          |
| 14 h 30   |                       | Tennis de table Par équipes              | Compétition hommes                            | Quarts de finale                    | -                                                                                     | -          |
| 14 h 45 * |                       | Voile RS:X                               | Compétition hommes                            | Course 8                            | -                                                                                     | -          |
| 14 h 45   |                       | Volley-ball Tournoi masculin             | Compétition hommes                            | Phase Préliminaire Groupe A         | Australie 2 - 3 Italie                                                                | [ 29 ]     |
| 15 h      |                       | Escrime Épée par équipes                 | Compétition femmes                            | Placement 7e et 8e places           | Italie 45 - 40 Ukraine                                                                | [ 30 ]     |
| 15 h      |                       | Escrime Épée par équipes                 | Compétition femmes                            | Placement 5e et 6e places           | Roumanie 36 - 45 Allemagne                                                            | [ 31 ]     |
| 15 h      |                       | Tir Trap                                 | Compétition femmes                            | Finale                              | Jessica Rossi (ITA) · Zuzana Štefečeková (SVK) · Delphine Reau (FRA)                  | [ 32 ]     |
| 15 h 15 * |                       | Voile 470                                | Compétition hommes                            | Course 6                            | -                                                                                     | -          |
| 15 h 20 * |                       | Voile 470                                | Compétition femmes                            | Course 4                            | -                                                                                     | -          |
| 15 h 26   |                       | Trampoline Individuel                    | Compétition femmes                            | Finale                              | Rosannagh MacLennan (CAN) · Shanshan Huang (CHN) · Wenna He (CHN)                     | [ 33 ]     |
| 15 h 30 * |                       | Boxe Poids mi-lourds (-81 kg)            | Compétition hommes                            | 8e de finale                        | -                                                                                     | -          |
| 15 h 30   |                       | Haltérophilie - de 94 kg, Groupe B       | Compétition hommes                            | Compétition                         | -                                                                                     | -          |
| 15 h 30   |                       | Water-polo Tournoi masculin              | Compétition hommes                            | Phase préliminaire Groupe A         | Italie 9 - 6 Kazakhstan                                                               | [ 34 ]     |
| 15 h 45   |                       | Badminton Double                         | Compétition femmes                            | Finale                              | Chine 2 - 0 Japon                                                                     | [ 35 ]     |
| 16 h      |                       | Cyclisme sur piste Vitesse               | Compétition hommes                            | 16e de finale Repêchage             | -                                                                                     | -          |
| 16 h      |                       | Hockey sur gazon Tournoi féminin         | Compétition femmes                            | Phase de poule Groupe A             | Chine 2 - 1 Royaume-Uni                                                               | [ 36 ]     |
| 16 h      |                       | Tennis Double                            | Compétition mixte (hommes et femmes ensemble) | Demi-finales                        | -                                                                                     | -          |
| 16 h      |                       | Tennis Double                            | Compétition hommes                            | Finale                              | États-Unis 2 - 0 France                                                               | [ 37 ]     |
| 16 h 11   |                       | Cyclisme sur piste Poursuite par équipes | Compétition femmes                            | 1er tour                            | -                                                                                     | -          |
| 16 h 15   |                       | Handball Tournoi masculin                | Compétition hommes                            | Tour Préliminaire Groupe B          | Croatie 32 - 21 Danemark                                                              | [ 38 ]     |
| 16 h 30   |                       | Tennis Double                            | Compétition femmes                            | Demi-finales                        | -                                                                                     | -          |
| 16 h 35   |                       | Cyclisme sur piste Vitesse               | Compétition hommes                            | 8e de finale                        | -                                                                                     | -          |
| 16 h 45   |                       | Basket-ball Tournoi masculin             | Compétition hommes                            | Premier tour Groupe B               | Chine 59 - 98 Brésil                                                                  | [ 39 ]     |
| 16 h 45   |                       | Volley-ball Tournoi masculin             | Compétition hommes                            | Phase Préliminaire Groupe B         | Russie 3 - 2 États-Unis                                                               | [ 40 ]     |
| 16 h 54   |                       | Cyclisme sur piste Omnium                | Compétition hommes                            | Course aux points (30 km)           | -                                                                                     | -          |
| 17 h      |                       | Athlétisme 20 km marche                  | Compétition hommes                            | Finale                              | Chen Ding (CHN) · Erick Barrondo (GUA) · Wang Zhen (CHN)                              | [ 41 ]     |
| 17 h      |                       | Beach-volley Tournoi féminin             | Compétition femmes                            | 8e de finale                        | -                                                                                     | -          |
| 17 h      |                       | Football Tournoi masculin                | Compétition hommes                            | Quart de finale                     | Brésil 3 - 2 Honduras                                                                 | [ 42 ]     |
| 17 h 34   |                       | Cyclisme sur piste Vitesse               | Compétition hommes                            | 8e de finale Repêchage              | -                                                                                     | -          |
| 17 h 42   |                       | Cyclisme sur piste Poursuite par équipes | Compétition femmes                            | Finales                             | Grande-Bretagne · États-Unis · Canada                                                 | [ 43 ]     |
| 18 h      |                       | Beach-volley Tournoi féminin             | Compétition femmes                            | 8e de finale                        | -                                                                                     | -          |
| 18 h      |                       | Escrime Épée par équipes                 | Compétition femmes                            | Petite finale                       | États-Unis 31 - 30 Russie                                                             | [ 44 ]     |
| 18 h 20   |                       | Cyclisme sur piste Vitesse               | Compétition hommes                            | Course de placement 9e à 12e places | -                                                                                     | -          |
| 18 h 20   |                       | Water-polo Tournoi masculin              | Compétition hommes                            | Phase préliminaire Groupe B         | Hongrie 17 - 6 Grande-Bretagne                                                        | [ 45 ]     |
| 18 h 25   |                       | Cyclisme sur piste Omnium                | Compétition hommes                            | Course à l'élimination              | -                                                                                     | -          |
| 19 h      |                       | Athlétisme 400 m haies                   | Compétition hommes                            | Demi-finales                        | -                                                                                     | -          |
| 19 h      |                       | Haltérophilie - de 94 kg, Groupe A       | Compétition hommes                            | Finale                              | Ilya Ilin (KAZ) · Aleksandr Ivanov (RUS) · Anatolie Cîrîcu (MDA)                      | [ 46 ]     |
| 19 h      |                       | Hockey sur gazon Tournoi féminin         | Compétition femmes                            | Phase de poule Groupe B             | États-Unis 2 - 3 Nouvelle-Zélande                                                     | [ 47 ]     |
| 19 h      |                       | Tennis de table Par équipes              | Compétition hommes                            | Quarts de finale                    | -                                                                                     | -          |
| 19 h 15   |                       | Escrime Épée par équipes                 | Compétition femmes                            | Finale                              | Corée du Sud 25 - 39 Chine                                                            | [ 48 ]     |
| 19 h 30   |                       | Athlétisme Lancer du disque              | Compétition femmes                            | Finale                              | Sandra Perkovic (CRO) · Darya Pishchalnikova (RUS) · Yanfeng Li (CHN)                 | [ 49 ]     |
| 19 h 30   |                       | Football Tournoi masculin                | Compétition hommes                            | Quart de finale                     | Grande-Bretagne 1 - 1 (TAB 4 - 5) Corée du Sud                                        | [ 50 ]     |
| 19 h 30   |                       | Handball Tournoi masculin                | Compétition hommes                            | Tour Préliminaire Groupe A          | Islande 30 - 29 France                                                                | [ 51 ]     |
| 19 h 30   |                       | Natation 50 m nage libre                 | Compétition femmes                            | Finale                              | Ranomi Kromowidjojo (NED) · Aliaksandra Herasimenia (BLR) · Marleen Veldhuis (NED)    | [ 52 ]     |
| 19 h 35   |                       | Athlétisme 100 m                         | Compétition femmes                            | Demi-finales                        | -                                                                                     | -          |
| 19 h 36   |                       | Natation 1500 m nage libre               | Compétition hommes                            | Finale                              | Sun Yang (CHN) · Ryan Cochrane (CAN) · Oussama Mellouli (TUN)                         | [ 53 ]     |
| 19 h 40   |                       | Water-polo Tournoi masculin              | Compétition hommes                            | Phase préliminaire Groupe B         | Serbie 11 - 6 États-Unis                                                              | [ 54 ]     |
| 19 h 55   |                       | Athlétisme Saut en longueur              | Compétition hommes                            | Finale                              | Greg Rutherford (GBR) · Mitchell Watt (AUS) · Will Claye (USA)                        | [ 55 ]     |
| 20 h      |                       | Basket-ball Tournoi masculin             | Compétition hommes                            | Premier tour Groupe B               | Grande-Bretagne 75 - 106 Australie                                                    | [ 56 ]     |
| 20 h      |                       | Volley-ball Tournoi masculin             | Compétition hommes                            | Phase Préliminaire Groupe A         | Argentine 3 - 1 Bulgarie                                                              | [ 57 ]     |
| 20 h 5    |                       | Athlétisme 400 m                         | Compétition femmes                            | Demi-finales                        | -                                                                                     | -          |
| 20 h 7    |                       | Natation Relais 4 × 100 m 4 nages        | Compétition femmes                            | Finales                             | États-Unis · Australie · Japon                                                        | [ 58 ]     |
| 20 h 27   |                       | Natation Relais 4 × 100 m 4 nages        | Compétition hommes                            | Finales                             | États-Unis · Japon · Australie                                                        | [ 59 ]     |
| 20 h 30 * |                       | Boxe Poids mi-mouches (-49 kg)           | Compétition hommes                            | 8e de finale                        | -                                                                                     | -          |
| 20 h 35   |                       | Athlétisme Heptathlon, 800 m             | Compétition femmes                            | Finale                              | Jessica Ennis (GBR) · Lilli Schwarzkopf (GER) · Tatyana Chernova (RUS)                | [ 60 ]     |
| 21 h      |                       | Beach-volley Tournoi masculin            | Compétition hommes                            | 8e de finale                        | -                                                                                     | -          |
| 21 h 15   |                       | Athlétisme 10 000 m                      | Compétition hommes                            | Finale                              | Mohamed Farah (GBR) · Galen Rupp (USA) · Tariku Bekele (ETH)                          | [ 61 ]     |
| 21 h 15   |                       | Handball Tournoi masculin                | Compétition hommes                            | Tour Préliminaire Groupe B          | Hongrie 22 - 33 Espagne                                                               | [ 62 ]     |
| 21 h 15   |                       | Hockey sur gazon Tournoi féminin         | Compétition femmes                            | Phase de poule Groupe B             | Allemagne 1 - 3 Argentine                                                             | [ 63 ]     |
| 21 h 30 * |                       | Boxe Poids super-légers (-64 kg)         | Compétition hommes                            | 8e de finale                        | -                                                                                     | -          |
| 21 h 55   |                       | Athlétisme 100 m                         | Compétition femmes                            | Finale                              | Shelly-Ann Fraser-Pryce (JAM) · Carmelita Jeter (USA) · Veronica Campbell-Brown (JAM) | [ 64 ]     |
| 22 h      |                       | Beach-volley Tournoi masculin            | Compétition hommes                            | 8e de finale                        | -                                                                                     | -          |
| 22 h      |                       | Volley-ball Tournoi masculin             | Compétition hommes                            | Phase Préliminaire Groupe B         | Brésil 3 - 2 Serbie                                                                   | [ 65 ]     |
| 22 h 15   |                       | Basket-ball Tournoi masculin             | Compétition hommes                            | Premier tour Groupe A               | Nigeria 79 - 93 Argentine                                                             | [ 66 ]     |
| 22 h 30 * |                       | Boxe Poids mi-lourds (-81 kg)            | Compétition hommes                            | 8e de finale                        | -                                                                                     | -          |

* Date du début estimée

## Tableaux des médailles
- Pays organisateur (Royaume-Uni)

| Rang  | Nation             | Or | Argent | Bronze | Total |
| ----- | ------------------ | -- | ------ | ------ | ----- |
| 1     | Grande-Bretagne    | 6  | 1      | 0      | 7     |
| 2     | Chine              | 5  | 3      | 3      | 11    |
| 2     | États-Unis         | 5  | 3      | 3      | 11    |
| 4     | Canada             | 1  | 1      | 1      | 3     |
| 5     | Danemark           | 1  | 1      | 0      | 2     |
| 6     | République tchèque | 1  | 0      | 1      | 2     |
| 6     | Jamaïque           | 1  | 0      | 1      | 2     |
| 8     | Pays-Bas           | 1  | 0      | 1      | 2     |
| 9     | Croatie            | 1  | 0      | 0      | 1     |
| 9     | Italie             | 1  | 0      | 0      | 1     |
| 9     | Kazakhstan         | 1  | 0      | 0      | 1     |
| 9     | Suisse             | 1  | 0      | 0      | 1     |
| 13    | Australie          | 0  | 3      | 3      | 6     |
| 14    | Russie             | 0  | 3      | 2      | 5     |
| 15    | Japon              | 0  | 2      | 1      | 3     |
| 16    | France             | 0  | 1      | 2      | 3     |
| 17    | Biélorussie        | 0  | 1      | 1      | 2     |
| 18    | Allemagne          | 0  | 1      | 0      | 1     |
| 18    | Guatemala          | 0  | 1      | 0      | 1     |
| 18    | Corée du Sud       | 0  | 1      | 0      | 1     |
| 18    | Serbie             | 0  | 1      | 0      | 1     |
| 18    | Slovaquie          | 0  | 1      | 0      | 1     |
| 18    | Suède              | 0  | 1      | 0      | 1     |
| 24    | Éthiopie           | 0  | 0      | 1      | 1     |
| 24    | Grèce              | 0  | 0      | 1      | 1     |
| 24    | Inde               | 0  | 0      | 1      | 1     |
| 24    | Moldavie           | 0  | 0      | 1      | 1     |
| 24    | Nouvelle-Zélande   | 0  | 0      | 1      | 1     |
| 24    | Tunisie            | 0  | 0      | 1      | 1     |
| Total | Total              | 25 | 25     | 25     | 75    |

| Rang  | Nation             | Or  | Argent | Bronze | Total |
| ----- | ------------------ | --- | ------ | ------ | ----- |
| 1     | États-Unis         | 26  | 13     | 15     | 54    |
| 2     | Chine              | 25  | 16     | 12     | 53    |
| 3     | Grande-Bretagne    | 14  | 7      | 8      | 29    |
| 4     | Corée du Sud       | 9   | 3      | 5      | 17    |
| 5     | France             | 8   | 6      | 8      | 22    |
| 6     | Allemagne          | 5   | 10     | 6      | 21    |
| 7     | Italie             | 5   | 5      | 3      | 13    |
| 8     | Kazakhstan         | 5   | 0      | 0      | 5     |
| 9     | Corée du Nord      | 4   | 0      | 1      | 5     |
| 10    | Russie             | 3   | 15     | 10     | 28    |
| 11    | Pays-Bas           | 3   | 1      | 4      | 8     |
| 12    | Afrique du Sud     | 3   | 1      | 0      | 4     |
| 13    | Nouvelle-Zélande   | 3   | 0      | 4      | 7     |
| 14    | Japon              | 2   | 10     | 12     | 24    |
| 15    | Cuba               | 2   | 2      | 1      | 5     |
| 16    | Hongrie            | 2   | 1      | 2      | 5     |
| 17    | Pologne            | 2   | 1      | 1      | 4     |
| 18    | Ukraine            | 2   | 0      | 4      | 6     |
| 19    | Australie          | 1   | 12     | 7      | 20    |
| 20    | Roumanie           | 1   | 4      | 2      | 7     |
| 21    | Canada             | 1   | 3      | 6      | 10    |
| 22    | Biélorussie        | 1   | 2      | 3      | 6     |
| 23    | Danemark           | 1   | 2      | 2      | 5     |
| 24    | République tchèque | 1   | 2      | 1      | 4     |
| 25    | Brésil             | 1   | 1      | 4      | 6     |
| 26    | Croatie            | 1   | 1      | 0      | 2     |
| 27    | Slovénie           | 1   | 0      | 2      | 3     |
| 28    | Éthiopie           | 1   | 0      | 1      | 2     |
| 28    | Jamaïque           | 1   | 0      | 1      | 2     |
| 30    | Géorgie            | 1   | 0      | 0      | 1     |
| 30    | Lituanie           | 1   | 0      | 0      | 1     |
| 30    | Suisse             | 1   | 0      | 0      | 1     |
| 30    | Venezuela          | 1   | 0      | 0      | 1     |
| 34    | Mexique            | 0   | 3      | 1      | 4     |
| 35    | Suède              | 0   | 3      | 0      | 3     |
| 36    | Colombie           | 0   | 2      | 1      | 3     |
| 36    | Espagne            | 0   | 2      | 1      | 3     |
| 38    | Slovaquie          | 0   | 1      | 3      | 4     |
| 39    | Inde               | 0   | 1      | 2      | 3     |
| 40    | Belgique           | 0   | 1      | 1      | 2     |
| 40    | Indonésie          | 0   | 1      | 1      | 2     |
| 40    | Kenya              | 0   | 1      | 1      | 2     |
| 40    | Mongolie           | 0   | 1      | 1      | 2     |
| 40    | Norvège            | 0   | 1      | 1      | 2     |
| 40    | Serbie             | 0   | 1      | 1      | 2     |
| 46    | Égypte             | 0   | 1      | 0      | 1     |
| 46    | Guatemala          | 0   | 1      | 0      | 1     |
| 46    | Thaïlande          | 0   | 1      | 0      | 1     |
| 46    | Taipei chinois     | 0   | 1      | 0      | 1     |
| 50    | Grèce              | 0   | 0      | 2      | 2     |
| 50    | Moldavie           | 0   | 0      | 2      | 2     |
| 52    | Azerbaïdjan        | 0   | 0      | 1      | 1     |
| 52    | Hong Kong          | 0   | 0      | 1      | 1     |
| 52    | Iran               | 0   | 0      | 1      | 1     |
| 52    | Qatar              | 0   | 0      | 1      | 1     |
| 52    | Singapour          | 0   | 0      | 1      | 1     |
| 52    | Tunisie            | 0   | 0      | 1      | 1     |
| 52    | Ouzbékistan        | 0   | 0      | 1      | 1     |
| Total | Total              | 138 | 140    | 150    | 428   |